# مارتي توركو
مارتي فينسنت توركو (من مواليد 13 أغسطس 1975) هو حارس مرمى كندي محترف سابق في هوكي الجليد، لعب 11 موسمًا في دوري الهوكي الوطني. لعب 9 مواسم مع فريق دالاس ستارز، وموسمًا واحدًا مع كل من شيكاغو بلاكهوكس وبوسطن بروينز. وبسبب مهارته في التعامل مع القرص، أطلق عليه دون تشيري لقب "أذكى حارس مرمى في دوري الهوكي الوطني".